# Blast (komiks)
Blast (tytuł oryginału: Blast) – francuska seria komiksowa autorstwa Manu Larceneta, opublikowana w czterech tomach w latach 2009–2014 przez wydawnictwo Dargaud. Polski przekład ukazuje się nakładem wydawnictwa Mandioca. Seria opowiada historię Polzy Manciniego, który podczas policyjnego przesłuchania opowiada, jak porzucił swoje mieszczańskie życie, aby przeżyć to, co nazywał „wybuchem”.

## Fabuła
Ramą akcji jest przesłuchanie Polzy Manciniego przez dwóch anonimowych policjantów. 38-latek podejrzewany jest o próbę zabójstwa Carole Oudinet, która po rzekomej napaści ze strony Manciniego walczy w szpitalu o życie. Skrajnie otyły Mancini szczerze i obszernie opowiada policjantom historię własnego upadku. W toku akcji retrospektywny opis Manciniego przeplata się z przesłuchaniem. Mancini był odnoszącym niegdyś sukcesy krytykiem kulinarnym, jednak jego życie prywatne, a zwłaszcza małżeństwo, nie dawało mu satysfakcji. Po śmierci ojca Mancini radykalnie zerwał z dotychczasowym życiem i wyruszył w podróż bez celu. Siłą napędową było dla niego poszukiwanie tytułowego „wybuchu” (po angielsku blast), rodzaju epileptycznego upojenia, którego Mancini doświadczył po raz pierwszy wkrótce po śmierci ojca. Te ekstatyczne epizody bohater postrzegał jako chwile wielkiego szczęścia i głębokiego wewnętrznego spokoju. Uzależnienie od alkoholu, heroiny, słodyczy i lekarstw odgrywało w tym kluczową rolę. Z czasem bezdomny Mancini trafił do szpitala psychiatrycznego, gdzie poznał jednego z pacjentów, Rolanda Oudinota, ojca Carole Oudinet. Spotkanie obu mężczyzn było katalizatorem wydarzeń, które doprowadziły do napaści na Carole, a relacja Mancieniego uświadamia policjantom, że wina podejrzanego wcale nie jest oczywista.

## Styl
Przy tworzeniu rysunków Larcenet używał tuszu, akwareli i węgla drzewnego. Ponure ilustracje policyjnego przesłuchania i historii Manciniego są przedstawione w czerni, bieli i szarości. Z kolei epizody „wybuchu”, których doświadczył Mancini, stoją w wyraźnym kontraście i pokazane są poprzez ekspresyjne, kolorowe rysunki. Każdy panel powstał jako pojedynczy obraz bez elementów tekstowych. Zarówno układ poszczególnych wizerunków na kartach, jak i liternictwo nastąpiło później.

## Tomy
| Tom | Wydanie polskie                             | Wydanie oryginalne                            | Uwagi                                                              |
| --- | ------------------------------------------- | --------------------------------------------- | ------------------------------------------------------------------ |
| 1   | Tłuste cielsko (2022)                       | Grasse Carcasse (2009)                        | W polskim wydaniu oba tomy ukazały się w jednym zbiorczym albumie. |
| 2   | Apokalipsa według świętego Jacky’ego (2022) | L’Apocalypse selon Saint Jacky (2011)         | W polskim wydaniu oba tomy ukazały się w jednym zbiorczym albumie. |
| 3   |                                             | La Tête la première (2012)                    |                                                                    |
| 4   |                                             | Pourvu que les Bouddhistes se trompent (2014) |                                                                    |

## Wyróżnienia
Pierwszy tom Blastu otrzymał francuską nagrodę Prix des libraires de bandes dessinées w 2010. Drugi tom otrzymał Grand Prix RTL de la bande dessinée w 2011. Ponadto pierwszy i czwarty tom znalazły się w oficjalnej selekcji tytułów nominowanych do Nagrody za najlepszy komiks na Międzynarodowym Festiwalu Komiksu w Angoulême w 2010 i 2015. W Niemczech jury dziennika „Der Tagesspiegel” wybrało pierwszą część Komiksem Roku 2012. We Włoszech Blast uhonorowano komiksową nagrodą Premio Attlio Micheluzzi za najlepszą serię zagraniczną w 2016. Także w Polsce Blast został wysoko oceniony i zaliczony do czołówki komiksów wydanych po polsku w 2022.